# Utgrupp (kladistik)

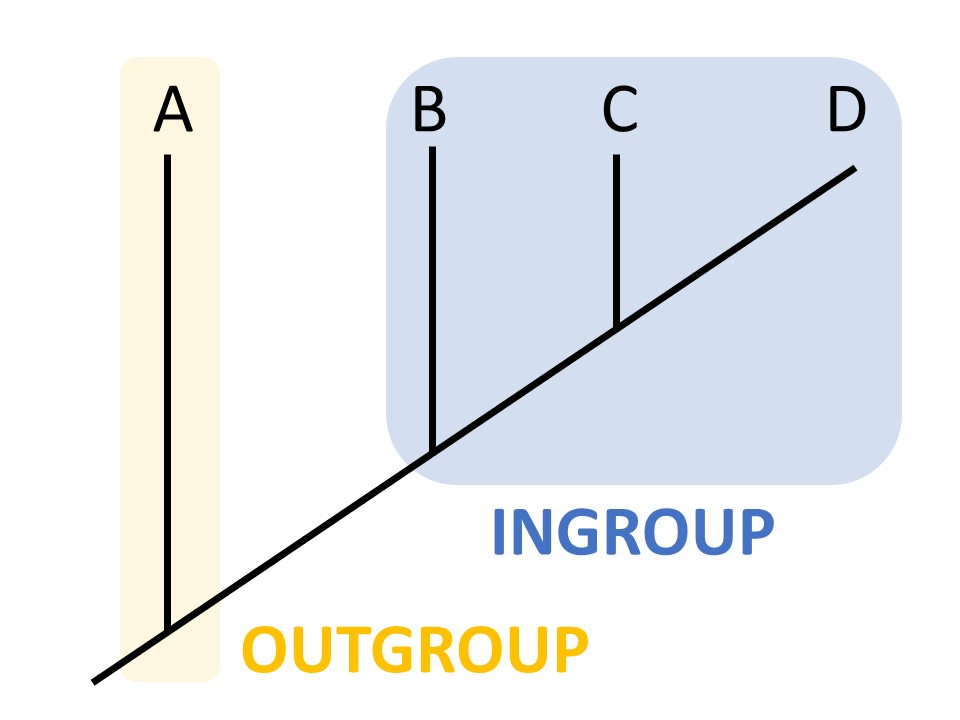
En utgrupps (i kladistisk mening) släktskap med ingruppen, den grupp man studerar.

Utgrupp inom kladistiken kan en utgrupp beteckna ett eller flera taxon som förs till en grupp, men som bara är avlägset släkt med övriga taxa i gruppen att det/de egentligen borde tillhöra en egen grupp. Det kan exempelvis vara ett släkte (eller flera) som är så avlägset släkt med de andra släktena i den familj det (eller de) förs till att det (eller de) egentligen borde föras till en egen familj.
Med utgrupp avser man dock oftast en grupp som man valt att använda som referenspunkt till den grupp man studerar och som valts eftersom den inte är tillhörig denna, men ändå tillräckligt nära släkt.